# Gubernia małorosyjska

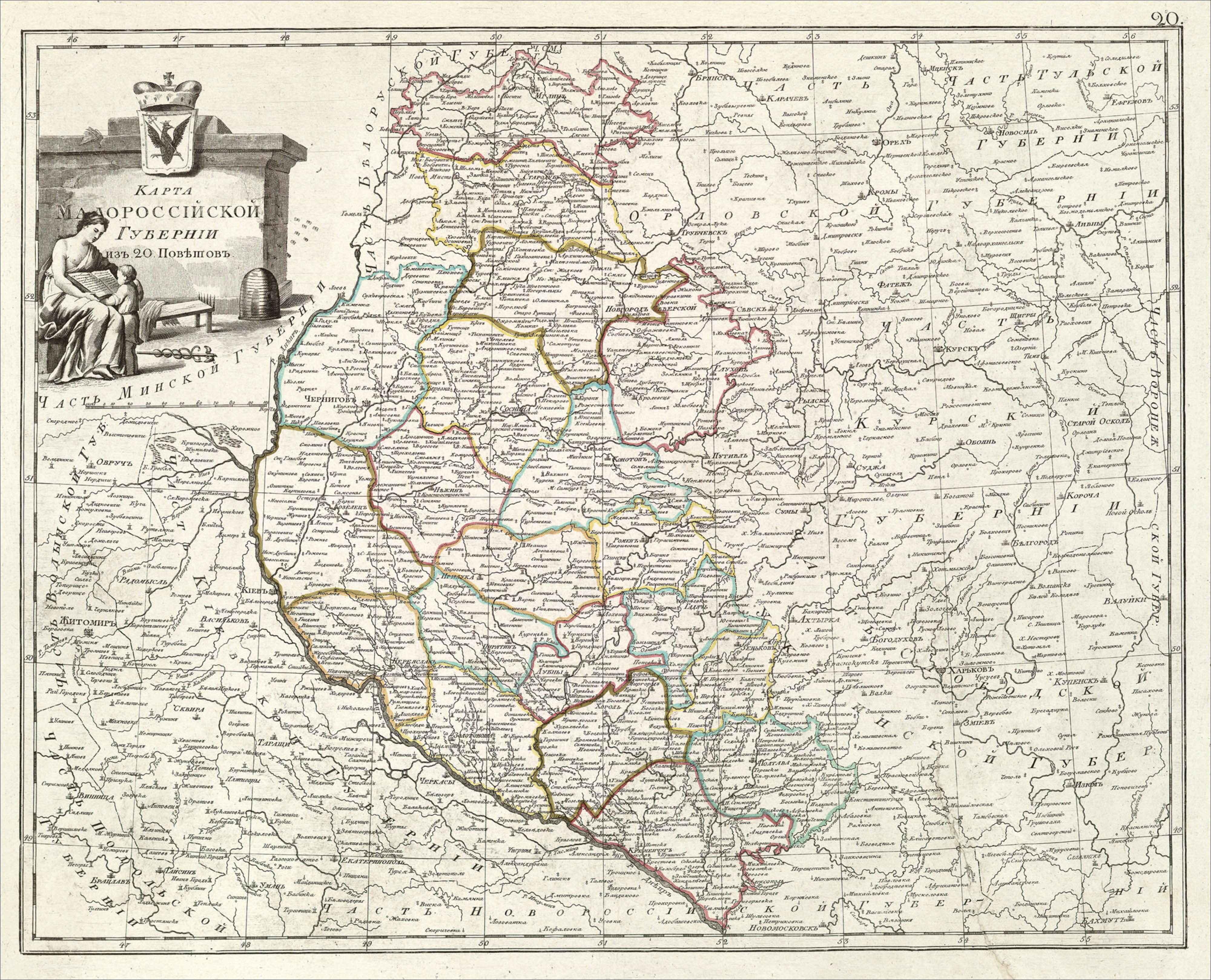
Gubernia małorosyjska (ok. 1800)

Gubernia małorosyjska – jednostka administracyjna Imperium Rosyjskiego (gubernia), obejmująca terytorium zlikwidowanego autonomicznego Hetmanatu, istniejąca w latach 1764-1781 i 1796-1803.
Po likwidacji przez Katarzynę II Hetmanatu utworzyła ona na jego terytorium pierwszą gubernię małorosyjską. Jej centrum administracyjnym był kolejno Głuchów, potem Kozielec, a na koniec Kijów. Gubernia była podzielona początkowo na 10 terytoriów pułkowych, zachowanych po Hetmanacie. W 1781 gubernię zlikwidowano i podzielono na namiestnictwa: nowogrodzko-siewierskie, czernihowskie i kijowskie. 
W 1796 Paweł I, likwidując namiestnictwa scalił je w przywróconej guberni małorosyjskiej, ze stolicą w Czernihowie, istniejącej do 1803, gdy została ostatecznie zlikwidowana i podzielona została na dwie mniejsze: połtawską i czernihowską. W skład guberni nie wchodził Kijów, stolica utworzonej w 1796 nowej guberni kijowskiej.